# 龙潭镇 (宣威市)
龙潭镇，是中华人民共和国云南省曲靖市宣威市下辖的一个镇。

## 行政区划
龙潭镇下辖以下地区：
龙潭村、业肥村、新坪村、茨得村、得基村、放马坪村、磨石村、陆泉村、大坡村、新河村、新启村、新茂村、打乌村、下格村、上格村、中岭子村和营上村。